# فاوستو كاريرا
فاوستو كاريرا هو لاعب كرة قدم إكوادوري، ولد في 12 مارس 1950.